# Dalianraptor
Dalianraptor (даляньраптор, що означає «даляньський злодій») — сумнівний, можливо, химерний рід тероподів з китайської формації Цзюфотан, що датується ранньою крейдою. Спочатку вважалося, що він міг бути дромеозавром, доки його не описали у 2005 році.

## Історія відкриття
Голотип, D2139, був виявлений десь до 2000-х років, коли Метью Мартинюк побачив фотографію голотипу, який тоді був позначений як неописаний можливий дромаеозавр. Тип і єдиний відомий вид, D. cuhe, був названий і описаний Гао і Лю у 2005 році.
З часом виникла підозра, що цей зразок є химерою, підробленою для продажу, а саме Jeholornis з кінцівками неназваного нелітаючого теропода. Якщо голотип не є химерою, то філогенетичне положення Dalianraptor все ще залишається невизначеним.

## Опис
Dalianraptor дуже схожий на свого сучасника Jeholornis, хоча має довший перший палець (еквівалент великого пальця) і коротші передні кінцівки, що дозволяє припустити, що він міг бути нелітаючим. Він досягав ~80 сантиметрів у довжину.